# كهف أس
كهف أس (بالإنجليزية: Cave S)‏ هو كهف يقع ضمن أقاليم ما وراء البحار البريطانية في منطقة جبل طارق التابعة للتاج البريطاني.